# OMX Helsinki 25
OMX Helsinki 25 — ключовий фондовий індекс  Фінляндії. У нього входить 25 компаній, чиї акції є найбільш ліквідними на Фондовій біржі Гельсінкі.

## Компоненти індексу
В індекс входять такі компанії (станом на серпень 2020 року):
| Компанія          | Галузь                           | Код    |
| ----------------- | -------------------------------- | ------ |
| Cargotec          | машинобудування                  | CGCBV  |
| Elisa             | телекомунікації                  | ELI1V  |
| Fortum            | енергетика                       | FUM1V  |
| Huhtamäki         | упакування                       | HUH1V  |
| Kemira            | хімія                            | KRA1V  |
| Kesko             | роздрібна торгівля               | KESBV  |
| Kojamo            | Нерухомість                      | KOJAMO |
| Kone              | машинобудування                  | KNEBV  |
| Konecranes        | машинобудування                  | KCR1V  |
| Metso Outotec     | машинобудування                  | MEO1V  |
| Neste Oil         | нафтоперероблення і збут         | NES1V  |
| Nokia             | обладнання зв'язку               | NOK1V  |
| Nokian Tyres      | шини                             | NRE1V  |
| Nordea AB         | банки                            | NDA1V  |
| Orion Corporation | фармацевтика                     | ORNBV  |
| Outokumpu         | металургія                       | OUT1V  |
| Sampo             | страхування                      | SAMAS  |
| Stora Enso        | целюлозно-паперова промисловість | STERV  |
| TeliaSonera AB    | телекомунікації                  | TLS1V  |
| Tieto             | ІТ-консалтинг                    | TIE1V  |
| UPM               | целюлозно-паперова промисловість | UPM1V  |
| Valmet            | важке машинобудування            | VALMT  |
| Wärtsilä          | машинобудування                  | WRTBV  |